# Quod omnes tangit ab omnibus approbari debet
(Codice di Giustiniano 5.59.5.2)
Quod omnes tangit ab omnibus approbari debet (letteralmente quello che riguarda tutti, deve essere approvato da tutti) è un principio contenuto nel diritto giustinianeo, con valenza solo nel diritto privato.

## Diritto civile
Nel diritto civile italiano il caso più importante, la comunione o comproprietà di beni, il codice civile prevede:
- per gli atti di ordinaria amministrazione la deliberazione a maggioranza del valore delle quote obbligatoria anche per la minoranza dissenziente (art. 1105 c.c.)
- per le innovazioni e gli atti eccedenti l'ordinaria amministrazione: maggioranza qualificata dei due terzi (art. 1108 c.c.)
- per gli atti di alienazione, costituzione di diritti reali oppure locazione per durata superiore a 9 anni, nonché per gli atti gravosi o pregiudizievoli, il consenso di tutti i partecipanti. (art. 1108 c.c.)

## Storia
Nel regno di Polonia si introdusse il principio del Liberum veto. Nel Parlamento occorreva l'unanimità dei consensi come applicazione estrema della regola del quod omnes tangit ab omnibus approbari debet.
Durante la rivoluzione americana, gli indipendentisti chiedevano una forma più debole: No taxation without representation ("Nessuna tassazione in mancanza di rappresentanza"); le tasse sarebbero potute essere decise solo se era presente una rappresentanza di tutte le persone da tassare.

## Chiesa cattolica
Sulla base del principio quod omnes tangit le Decretali di Bonifacio VIII (Liber Sextus 5.12.29) introdussero il principio quod Dei tangit che stabiliva per la Chiesa la possibilità di porre il veto a tutti i provvedimenti delle autorità civili che in qualsiasi modo potessero riguardare principi ritenuti fondati sull'autorità divina.
Negli ordini monastici si introdusse il principio che su determinati argomenti occorresse l'unanimità di chi deteneva vox in capitulo.
Nel contesto del dibattito intorno al concilio Vaticano II la frase assunse un diverso significato. Yves Congar nel testo Quod omnes tangit ab omnibus tractari et approbari debet del 1958 lo intende nel senso che la materia di fede deve essere dibattuta e trovare il consenso di tutti i cristiani.